# Kowalskie (Kondratowice)
Kowalskie (deutsch Schmitzdorf) ist ein Ort in der Landgemeinde Kondratowice (Kurtwitz) im Powiat Strzeliński (Kreis Strehlen) in der Woiwodschaft Niederschlesien in Polen.

## Lage
Nachbarorte sind Żelowice (Silbitz) im Südwesten, Janowiczki (Klein Johnsdorf) im Nordosten, Czerwieniec (Roth Neudorf) im Südosten.

## Geschichte
Die Ersterwähnung erfolgte 1371 als „Smedisdorff“. Es gehörte zum Herzogtum Brieg das von den schlesischen Piasten regiert wurde. Nach dem Tod des Herzogs Georg Wilhelm I. 1675 fiel es als erledigtes Lehen durch Heimfall an die Krone Böhmen und nach dem Ersten Schlesischen Krieg 1741/42 mit dem größten Teil Schlesiens an Preußen. 1783 zählte Schmitzdorf im Weichbild Nimptsch 13 Gärtner, zwei Häusler und 159 Einwohner. Das Dorf gehörte damals einer Frau von Studnitz geb. von Keltsch. 1845 besaß Schmitzdorf der königliche Landrat und Direktor der Breslau-Briegischen Fürstentümer Landschaft Karl Ferdinand Maximilian Bernhard von Studnitz und bestand aus 29 Häusern, einem herrschaftlichen Schloss und Vorwerk, 173 überwiegend evangelischen Einwohnern (13 katholisch), evangelische und katholische Kirche zu Prauß, zwei Wassermühlen mit vier Einwohnern, eine Brennerei, fünf Handwerker und vier Händler.
Nach der Auflösung des Kreises Nimptsch 1932 gehörte Schmitzdorf bis 1945 zum Landkreis Strehlen. Als Folge des Zweiten Weltkriegs fiel Schmitzdorf mit fast ganz Schlesien 1945 an Polen. Nachfolgend wurde es in Kowalskie umbenannt. Die deutsche Bevölkerung wurde – soweit sie nicht schon vorher geflohen war – vertrieben. Die neu angesiedelten Bewohner stammten teilweise aus Ostpolen, das an die Sowjetunion gefallen war. Kowalskie ist heute ein Ortsteil der Landgemeinde Kondratowice.